# HMS Eagle (1774)
HMS Eagle (1774) — 64-пушечный линейный корабль 3 ранга Королевского флота. Одиннадцатый корабль Его величества, названный Eagle.
Заказан 14 января 1771 года. Спущен на воду 2 мая 1774 года на частной верфи Wells в Ротерхайт. Достроен 30 июля 1776 года на королевской верфи в Вулвиче.

## Служба
Участвовал в Американской революционной войне.
1776 — февраль, вступил в строй, капитан Генри Дункан (англ. Henry Duncan); на нем поднял свой флаг вице-адмирал Ричард Хау, в качестве командующего новой североамериканской эскадры. 11 мая ушел в Северную Америку.

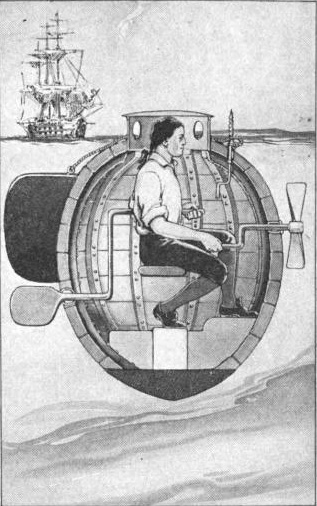
Атака Turtle (изображение 1916 года)

Поддерживал британскую армию при высадке в Наррагансетт и штурме Нью-Йорка. 7 сентября 1776 года, в ходе второй фазы штурма, подвергся атаке экспериментальной подводной лодки колонистов Turtle (Черепаха). Британцы едва обратили внимание, и уж конечно не поняли, каким необычным оружием их атакуют. Секретарь вице-адмирала отметил в дневнике:

Сегодня вечером была небольшая тревога, от слишком приблизившихся лодок противника;… Их намерение, как мы полагаем, было подвести 2−3 брандера и пустить по течению на флот.
Оригинальный текст (англ.)A slight alarm happened to-night from the Enemy's boats approaching too near;... Their intention was, as we apprehend, to bring down 2 or 3 fire-ships to set adrift in the Fleet.

Атака была безуспешна (мина взорвалась в стороне, лодку не заметили с корабля), но тем не менее вошла в историю как первая подводная атака.
1777 — август, капитан Роджер Кертис (англ. Roger Curtiss). Дункан остался на борту в качестве флаг-капитана.
1778 — май, участвовал в захвате и эвакуации Филадельфии; август, был при Санди-Хук, затем при острове Лонг-Айленд. 11 сентября (по другим данным, 25 сентября) адмирал Хау, сдав командование, ушел с ним в Англию. Декабрь — ремонт в Портсмуте, по февраль 1779.
1779 — февраль, капитан Амброз Реддалл (англ. Ambrose Reddall).
1780 — 7 марта вышел с эскадрой контр-адмирала сэра Эдварда Хьюза из Сент-Хеленс в Ост-Индию. 8 декабря участвовал в уничтожении торгового судоходства при Мангалоре.
Прошел всю ост-индскую кампанию.
1782 — капитан Реддалл, Ост-Индия. Был в боях с эскадрой Сюффрена при Садрасе 17 февраля и Провидиене 12 апреля, при Негапатаме 6 июля и Тринкомали в конце августа − начале сентября.
1783 — капитан Уильям Кларк (англ. William Clark). Январь — обшит медью в Бомбее. 20 июня был при Куддалоре.
1784 — 16 ноября прибыл в форт Сент-Джордж (Мадрас).
1786 — январь, в Англии, выведен в резерв, команда рассчитана.
1790 — в резерве в Чатеме.
Французские революционные войны:
1794 — март, превращен в лазарет в Чатеме.
1796 — июнь, введен в строй, лейтенант Джон Гардинер (англ. John Gardiner), перестроен в плавучую тюрьму в реке Медвей; декабрь, лейтенант Джордж Дайер (англ. George Dyer).
1797 — 180 человек, из числа осужденных после мятежа в Норе, находились на борту в заключении до окончания битвы при Кампердауне когда, по прошению адмирала Дункана, они получили королевское помилование.
1798 — декабрь, лейтенант Джеймс (англ. James), в отстое в Джиллинхэм, Кент.
1800 — 15 августа переименован в HMS Buckingham.
1802 — апрель, выведен в резерв, лейтенант Джеймс покинул корабль.
1803 — июль, повторно введен в строй, лейтенант Джон Мастон (англ. John Maston), по 1805; плавучая тюрьма в Джиллинхэм.
1806 — лейтенант Джордж Пол (англ. George Paul).
Разобран в октябре 1812 года в Чатеме.